# Пётр II
Пётр II Алексе́евич (12 [23] октября 1715, Санкт-Петербург — 19 [30] января 1730, Москва) —  император всероссийский, сменивший на престоле Екатерину I.
Внук Петра I, сын царевича Алексея Петровича и немецкой принцессы Софии-Шарлотты Брауншвейг-Вольфенбюттельской. Последний представитель рода Романовых по прямой мужской линии.
Вступил на престол 6 (17) мая 1727, когда ему было всего 11 лет, и умер в 14 лет от оспы. Пётр не успел проявить интереса к государственным делам и самостоятельно фактически не правил; реальная власть в государстве находилась в руках членов Верховного тайного совета, в особенности князя Меншикова, а после его низложения — Долгоруковых.

## Детство (1715—1725)

### Происхождение и воспитание
Великий князь Пётр Алексеевич, родившийся 12 (23) октября 1715 года в Петербурге, был сыном наследника престола Алексея (приговорённого к смертной казни в 1718 году) и его жены Софии-Шарлотты Брауншвейг-Вольфенбюттельской, которая умерла через 10 дней после родов. Будущий наследник престола, как и его старшая сестра Наталия, не был плодом любви и семейного счастья. Брак Алексея и Шарлотты был следствием дипломатических переговоров Петра I, польского короля Августа II и австрийского императора Карла VI, причём каждый из них хотел получить свою выгоду из семейного союза династии Романовых и древнего германского рода Вельфов, связанного множеством родственных нитей с правившими тогда в Европе королевскими домами. Чувствами жениха и невесты при этом, естественно, никто не интересовался, как, впрочем, это и практически всегда бывало при династических браках.
Кронпринцесса Шарлотта надеялась, что её брак с «варварским московитом» не состоится. В письме деду, герцогу Антону-Ульриху, в середине 1709 года она сообщала, что его послание её обрадовало, так как «оно даёт мне некоторую возможность думать, что московское сватовство меня ещё, может быть, ми́нет». Но надежды принцессы не оправдались: свадьба была сыграна в Торгау в октябре 1711 года и поразила всех великолепием стола и знатностью гостей.
Двое детей царевича Алексея Петровича получили имена Наталия и Пётр. Это были имена самого Петра I и его любимой сестры, царевны Наталии Алексеевны. Мальчик оказался полным тёзкой своего деда, Петра I. Его крестили дед со своей сестрой Натальей. Так Пётр II стал полной антропонимической «копией» Петра I. Через 17 дней после его рождения у императора родился уже собственный сын, который также был назван Петром (хотя называть ребёнка именем живого предка по прямой линии было не принято). Таким образом император демонстрировал преемственность от Петра-отца к Петру-сыну, в обход тёзки-внука. Однако этот «конкурент» скончался в 1719 году.
Алексей Петрович, в связи со своим неприязненным отношением к реформам отца и словно издеваясь над его желанием иметь по-европейски образованных наследников, приставил к сыну двух всегда пьяных «мамок» из Немецкой слободы, которые, чтобы меньше возиться с Петром, подавали ему вино, от которого тот засыпал.
После смерти царевича Алексея в 1718 году Пётр I обратил внимание на своего единственного внука. Он приказал прогнать нерадивых мамок, а Меншикову повелел подобрать ему учителей. Вскоре к великому князю были приставлены дьяк Семён Семёнович Маврин и карпатский русин из Венгрии Иван Алексеевич Зейкан (1670—1739). По прошествии некоторого времени Пётр I проверил знания внука и пришёл в ярость: тот не умел объясняться по-русски, немного знал немецкий язык и латынь и гораздо лучше — татарские ругательства. Император лично поколотил палкой Маврина и Зейкана, но более достойных наставников Пётр Алексеевич так и не получил.

### Отстранение от престолонаследия
В первые три года жизни Петра не рассматривали как будущего императора, поскольку у Петра I рос сын Пётр. Смерть последнего в раннем детстве поставила вопрос о престолонаследии.
С рождения Пётр Алексеевич именовался великим князем. До этого сыновья царей именовались царевичами; рождение Петра стало первым со времени введения царского титула (и первым в истории дома Романовых) появлением внука у царствующего государя.
В феврале 1718 года арестованный за границей и привезённый в Россию Алексей Петрович отрёкся от престолонаследия в пользу малолетнего сына Петра I от второго брака с Екатериной — Петра Петровича, который родился через несколько дней после своего племянника Петра Алексеевича. Летом того же года царевич Алексей погиб в заключении. Тем самым Пётр Алексеевич был вслед за отцом отодвинут от престола.
Знать заинтересовалась Петром Алексеевичем в 1719 году, после того как официально признанный наследником трёхлетний Пётр Петрович умер и царский внук остался единственным, кроме государя, мужским представителем дома Романовых. Переход престола от деда к внуку соответствовал традиции монархических домов (так, незадолго до этого во Франции после смерти Людовика XIV престол перешёл к его малолетнему правнуку Людовику XV), однако противоречил действовавшему на тот момент закону о престолонаследии. Во время болезни деда Пётр Алексеевич познакомился с Иваном Долгоруковым, своим будущим фаворитом. Ребёнок часто посещал дом Долгоруковых, в котором собиралась столичная молодёжь из старинных знатных родов. Там же он познакомился со своей тёткой, Елизаветой Петровной. Так начала складываться партия, прочившая Петра Алексеевича в императоры. На встречах в доме Долгоруковых ему объясняли его права на трон Российской империи, а Пётр Алексеевич клялся сокрушить фаворита своего деда — Меншикова, который возглавлял оппозицию старинным боярским родам.
Впрочем, у сторонников возведения Петра Алексеевича на престол были сильные противники. Вполне определённые опасения за свою жизнь и имущество возникали у тех соратников Петра, которые подписали смертный приговор его отцу. Если бы император последовал обычаю и объявил наследником внука — сына опального Алексея и внука консервативно настроенной Евдокии Лопухиной, — то это породило бы у противников реформ надежду вернуть старые порядки.
5 (16) февраля 1722 года Пётр I издал указ о престолонаследии (продолжавший действовать до конца века), в котором отменял древний обычай передавать престол прямым потомкам по мужской линии, но допускал назначение наследником любого достойного человека по воле монарха. Так Пётр Алексеевич был формально лишён преимущественных прав на престол, но вопрос о наследнике оставался открытым. Наследника же Пётр I перед внезапной смертью в 1725 году назначить не успел.

## Юность (1725—1727)

### При Екатерине I
После смерти Петра I стал решаться вопрос о наследнике. Представители старой родовой знати (Лопухины, Долгоруковы) выступали за кандидатуру 9-летнего Петра Алексеевича, в то время как представители новой служилой знати, ставшие влиятельными при Петре I, высказались за объявление императрицей вдовы Петра Екатерины. Вопрос решился просто — князь Меншиков окружил дворец гвардией и возвёл на престол свою бывшую любовницу.
Вице-канцлер Остерман предлагал для примирения интересов родовитой и новой служилой знати женить великого князя Петра Алексеевича на цесаревне Елизавете Петровне, дочери Екатерины I. Препятствием служило их недопустимо близкое по церковным канонам родство: Елизавета была родной тёткой Петра (хотя и родилась не от той же матери, что его отец). Императрица же Екатерина, желая назначить наследницей дочь Елизавету (по другим источникам — Анну), не решилась принять проект Остермана и продолжала настаивать на своём праве назначить себе преемника, надеясь, что со временем вопрос разрешится.
Со временем главный сторонник Екатерины, Меншиков, зная о её плохом здоровье и предполагая её близкую кончину, стал задумываться о том, как переманить на свою сторону Петра. Он надеялся обручить свою дочь Марию с наследником трона, а после его восшествия на престол стать регентом до его совершеннолетия и тем самым укрепить свою и без того сильную власть, а в долгосрочной перспективе — стать дедом будущего императора, если у Петра и Марии появятся дети. Несмотря на то что Мария была просватана за литовского магната Петра Сапегу, Меншикову удалось добиться согласия Екатерины на брак своей дочери с Петром Алексеевичем. Сапегу женили на Софии Карловне Скавронской, племяннице императрицы.
Противники Меншикова хотели избежать возведения на престол Петра, так как это усилило бы власть Меншикова. Они надеялись под предлогом обучения отправить Петра Алексеевича за границу, а после смерти Екатерины возвести на престол одну из её дочерей — Анну или Елизавету. К этой партии примкнул и муж Анны Петровны, голштинский герцог Карл-Фридрих. Планы заговорщиков были сорваны внезапно обострившейся болезнью императрицы.

### Восшествие на престол
Незадолго до смерти императрицы члены Верховного тайного совета, Сената, Синода, президенты коллегий и штаб-офицеры гвардии собрались во дворце для совещания о том, кто должен стать императором после смерти Екатерины. Враги Меншикова стали обсуждать идею коронации одной из цесаревен, но большинство высказалось за Петра Алексеевича, который должен был до 16 лет находиться под опекой Верховного тайного совета и обязаться присягой не мстить никому из подписавших смертный приговор его отцу, Алексею Петровичу.
После решения вопроса о престолонаследии Меншиков от имени императрицы приступил к следствию о происках своих врагов. Многие противники Меншикова были арестованы и подвергнуты пыткам, сосланы и лишены чинов, некоторые только понижены в чине. Голштинский герцог постарался договориться с Меншиковым через своего министра Бассевича. Меншиков поставил условие, что дочери Петра I, Анна и Елизавета, не станут препятствовать вступлению на престол Петра Алексеевича, а Меншиков соглашался выдать на каждую цесаревну по миллиону рублей.

#### Завещание Екатерины
6 (17) мая 1727 года 43-летняя императрица Екатерина I скончалась. Перед самой смертью Бассевичем срочно было составлено завещание, подписанное вместо больной царицы её дочерью Елизаветой. Согласно завещанию, престол наследовал внук Петра I, Пётр Алексеевич. Позже императрица Анна Иоанновна приказала канцлеру Гавриле Головкину сжечь эту духовную. Он исполнил её приказание, предварительно изготовив копию документа.
Завещание предусматривало опеку над несовершеннолетним императором, определяло власть Верховного Совета и порядок наследия престола в случае кончины Петра Алексеевича (в этом случае престол переходил к дочерям Екатерины, Анне и Елизавете, и их потомкам, если они не откажутся от российского престола или православной веры, а затем к сестре Петра Наталье Алексеевне). 8-я статья Тестамента императрицы гласила: «Ежели великий князь без наследников преставитьца, то имеет по нем (право наследования) цесаревна Анна со своими десцендентами (потомками), по ней цесаревна Елизавета и ея десценденты…».
11-я статья изумила тех, кто читал завещание: в ней повелевалось всем вельможам содействовать обручению Петра Алексеевича с одной из дочерей князя Меншикова, а затем, по достижении совершеннолетия, содействовать их браку. Буквально: «тако же имеют наши цесаревны и правительство администрации стараться между его любовью [великим князем Петром] и одною княжною князя Меншикова супружество учинить». Это явно свидетельствовало о том, что Меншиков принял деятельное участие в составлении завещания, однако для русского общества право Петра Алексеевича на престол — главная статья завещания — было бесспорно, и волнений из-за содержания 11-й статьи не возникло.

## Царствование

### Общий обзор правления
Пётр II не был способен править самостоятельно, в результате чего практически неограниченная власть находилась сначала в руках Меншикова, а затем — Остермана и Долгоруковых. Как и при его предшественнице, государство управлялось по инерции. Царедворцы старались следовать заветам Петра Великого, однако консервация созданной им политической системы выявила все заложенные в ней недостатки.
Время регентства Меншикова мало чем отличалось от царствования Екатерины I, так как фактический правитель страны остался тот же, только набрал бо́льшую силу. После его падения к власти пришли Долгоруковы, и ситуация изменилась коренным образом. Последние годы правления Петра II некоторые историки склонны считать «боярским царством»: многое из того, что появилось при Петре I, пришло в упадок, старые порядки стали восстанавливаться. Укреплялась боярская аристократия, а «птенцы гнезда Петрова» отошли на второй план. Со стороны духовенства были попытки восстановления патриаршества. Пришли в упадок армия и в особенности флот, процветали коррупция и казнокрадство. Столица была перенесена из Санкт-Петербурга в Москву.
Итогом царствования Петра II стало усиление влияния Верховного тайного совета, в который входили в основном старые бояре (из восьми мест в совете шесть принадлежало Долгоруковым и Голицыным). Совет настолько усилился, что навязал Анне Иоанновне, ставшей правительницей после Петра, подписание «Кондиций», передававших всю полноту власти Верховному тайному совету. В 1730 году «Кондиции» были уничтожены Анной Иоанновной, и боярские роды вновь потеряли силу.

### Пётр II при Меншикове (1727)
6 (17) мая 1727 года Пётр Алексеевич стал третьим императором всероссийским, приняв официальное наименование Пётр II. Согласно завещанию Екатерины I, подросток-император должен был до достижения возраста 16 лет править не самостоятельно, а опираясь на Верховный тайный совет, которым манипулировал Александр Меншиков.
Меншиков повёл борьбу против всех, кого считал опасным в смысле престолонаследия. Дочь Петра I, Анна Петровна, была вынуждена с мужем покинуть Россию. Анне Иоанновне, дочери царя Иоанна (старшего брата Петра I и соправителя до 1696 года), запретили приехать из Митавы, чтобы поздравить племянника с восхождением на престол. Барон Шафиров, президент Коммерц-коллегии, давний враг Меншикова, был удалён в Архангельск якобы «для устройства китоловной компании».
Стараясь упрочить влияние на императора, Меншиков перевёз его 17 (28) мая в свой дом на Васильевском острове. 25 мая (5 июня) произошло обручение 11-летнего Петра II с 15-летней княжною Марией, дочерью Меншикова. Она получила титул «Её императорское высочество» и годовое содержание в 34 тыс. рублей. Хотя Пётр был любезен по отношению к ней и к её отцу, в своих письмах того времени называл её «фарфоровой куклой».
Едва ли Меншиков имел отношение к инициативе императора вызвать из шлиссельбургского заточения бабушку, Евдокию Лопухину, которую он никогда прежде не видел. Её переселили в Новодевичий монастырь, где она получила достойное содержание.

#### Внутренняя политика
Вскоре после восшествия Петра II на престол Меншиков составил от его имени два манифеста, призванные настроить население в его пользу. Первым из этих указов крепостным прощались давние недоимки, а сосланным за неуплату налогов на каторгу была дарована свобода. Это начинание получило продолжение. При Петре II в России началось смягчение уложения о наказаниях — процесс, который достигнет апогея при Елизавете. В частности, императорским указом было отныне запрещено «для устрашения» выставлять на обозрение расчленённые тела казнённых.
Был отменён и так называемый «поворотный налог» — подать с каждого прибывшего воза. Объяснением тому была «забота правительства об ограждении подданных от обид, чинимых сборщиками», однако же сумма, обычно получавшаяся таким образом за год, была в виде косвенного налога развёрстана по имперским кабакам.
Наряду с прощением старых недоимок, взыскать которые, по-видимому, всё равно было невозможно, правительство Меншикова предприняло усилия, ведущие к ужесточению контроля за налоговыми сборами. Так, после провалившейся попытки назначать для взимания податей земских комиссаров из местных жителей (в надежде, что им лучше будет известна ситуация на местах), решено было обязать местных воевод посылать нарочных непосредственно в местные вотчины, а недоимки требовать с помещиков, их приказчиков или управителей.
Введённая Петром I протекционистская пошлина на отпускаемые за границу пеньку и пряжу была снижена с 37,5 % до 5 %. Сибирский пушной торг и вовсе был оставлен без пошлинного обложения.
По второму манифесту князьям Трубецкому, Долгорукову и Бурхарду Миниху давалось звание генерал-фельдмаршала, а последнему, кроме того, даровался титул графа. Сам же Меншиков стал генералиссимусом и главнокомандующим всей русской армии.
В Лифляндии был введён сейм, в 1727 году — упразднена Малороссийская коллегия и восстановлено гетманство на Украине. Данное решение было обусловлено необходимостью привязать к российскому правительству украинцев в свете надвигающейся русско-турецкой войны. Меншикову также было это выгодно, поскольку на коллегию и её президента Степана Вельяминова скопилось множество жалоб и её упразднение могло повысить авторитет Меншикова в Малороссии. В Верховном тайном совете Пётр объявил: «В Малой России ко удовольствию тамошнего народа постановить гетмана и прочую генеральную старшину во всем по содержанию пунктов, на которых сей народ в подданство Российской империи вступил». Иными словами, Украина стала подчиняться России по договорённостям, установленным на Переяславской раде. Все дела, касавшиеся Украины, были переданы в ведение иностранной коллегии.
22 июля (2 августа) 1727 года был издан указ: «В Малороссии гетману и генеральной старшине быть и содержать их по трактату гетмана Богдана Хмельницкого, а для выбора в гетманы и в старшину послать тайного советника Фёдора Наумова, которому и быть при гетмане министром». Меншиков в секретных пунктах о выборе в сотники и другие чины добрых людей велел дополнить: «Кроме жидов». Гетманом был избран Даниил Апостол.
Указали Мы въ Малороссіи Гетману и Генеральной Старшинѣ быть и содержать ихъ по трактату Гетмана Богдана Хмѣльницкаго; и для выбора въ Гетманы и въ Старшину послать Нашего Тайнаго Совѣтника Ѳедора Наумова, которому и быть при немъ Гетманѣ Министромъ. А какимъ образомъ ему какъ при избраніи того Гетмана, такъ и потомъ, будучи при немъ, поступать: о томъ дана ему изъ Коллегіи Иностранныхъ Делъ инструкція.
При Екатерине I магистраты были подчинены губернаторам и воеводам, а при Петре II появилась идея вовсе их упразднить, так как они дублировали власть губернаторов и воевод и на них тратились большие деньги. Идея реализована не была, но Главный магистрат был упразднён. 18 (29) августа был издан указ:

Понеже городовые магистраты повелено подчинить губернаторам, того ради указали мы в С.-Петербурге Главному магистрату не быть, а учинить только для суда здешнего купечества в ратуше одного бургомистра и с ним двух бурмистров, кроме тех, которые были ныне в магистрате членами, и быть им погодно с переменою за выбором купецких людей, добрым и знатным людям; а которые дела имеют быть между иностранных купцов, тем делам быть в Коммерц-коллегии
— Указ об упразднении Главного магистрата, 18 августа 1727 года 
Отмена Главного магистрата, кроме видимых положительных эффектов (денежной экономии), привела, однако, к тому, что исчез кассационный орган, куда подданный мог обратиться с жалобой на воевод или местные власти.

#### Воспитание императора
Остерман составил план обучения Петра, состоявший из древней и новой истории, географии, математики и геометрии:

Читать историю и вкратце главнейшие случаи прежних времён, перемены, приращение и умаление разных государств, причины тому, а особливо добродетели правителей древних с воспоследовавшею потом пользою и славою представлять. И таким образом можно во время полугода пройти Ассирийскую, Персидскую, Греческую и Римскую монархии до самых новых времён, и можно к тому пользоваться автором первой части исторических дел Яганом Гибнером, а для приискивания — так называемым Билдерзаалом… Новую историю трактовать и в оной по приводу г. Пуфендорфа новое деяние каждого, и особливо пограничных государств, представлять, и в прочем известие о правительствующей фамилии каждого государства, интересе, форме правительства, силе и слабости помалу подавать… Географию отчасти по глобусу, отчасти по ландкартам показывать, и к тому употреблять краткое описание Гибнерово… Математические операции, арифметика, геометрия и прочие математические части и искусств из механики, оптики и проч.
— Андрей Остерман. План обучения Петра II
План обучения включал также и развлечения: бильярд, охота и прочее. По указанию Остермана в Коллегии иностранных дел для императора по материалам европейской прессы составляли «курьёзную» рукописную газету. Кроме плана обучения, составленного Остерманом, сохранилась также записка, написанная лично Петром II:

В понедельник пополудни, от 2 до 3-го часа, учиться, а потом солдат учить; пополудни вторник и четверг — с собаки на поле; пополудни в среду — солдат обучать; пополудни в пятницу — с птицами ездить; пополудни в субботу — музыкою и танцованием; пополудни в воскресенье — в летний дом и в тамошние огороды.
— Пётр II. План проведения недели
По плану Остермана, Пётр должен был по средам и пятницам посещать Верховный тайный совет. Однако он появился там только один раз — 21 июня (2 июля) 1727 года. Больше о посещениях Петром высшего правительственного органа при Меншикове не известно.
Юный император не любил учиться, предпочитая весёлые забавы и охоту, где его сопровождали молодой князь Иван Долгоруков и 17-летняя дочь Петра I, Елизавета. Меншиков также не приходил на заседания Совета: бумаги носились ему на дом. Распоряжаясь как самовластный правитель, «полудержавный властелин» настроил против себя остальных представителей знати, а также и самого государя.
В 1727 году на территории усадьбы Меншикова, на месте, на котором ранее находился дом дворецкого князя, началась постройка дворца Петра II. Дом дворецкого вошёл в этот дворец как юго-восточный флигель. После смерти Петра II в 1730 году строительство было прекращено. К этому времени был возведён лишь фундамент и нижний этаж дворца. Здание было достроено в 1759—1761 годах как часть Конюшенного двора Сухопутного шляхетного корпуса.

#### Падение А. Д. Меншикова
Постепенно император стал охладевать к Меншикову и его дочери. Причин тут было несколько: с одной стороны — заносчивость самого Меншикова, с другой — влияние Елизаветы Петровны и Долгоруковых. В день именин Натальи Алексеевны, 26 августа (6 сентября), Пётр довольно пренебрежительно обошёлся с Марией. Меншиков сделал Петру выговор, на что тот заметил: «Я в душе люблю её, но ласки излишни; Меншиков знает, что я не имею намерений жениться ранее 25 лет». Вследствие этой размолвки Пётр предписал Верховному тайному совету перевезти из Меншикова дворца все его вещи в Петергофский дворец и сделать распоряжение, чтобы казённые деньги никому не выдавались без указа, подписанного лично императором.
Вдобавок к этому летом 1727 года Меншиков заболел. Через пять-шесть недель организм справился с болезнью, но за то время, что он отсутствовал при дворе, противники Меншикова извлекли протоколы допросов царевича Алексея, отца императора, в которых участвовал Меншиков, и ознакомили с ними государя. 6 (17) сентября по приказанию Верховного Тайного Совета все вещи императора были перенесены из меншиковского дома в Летний дворец. 7 (18) сентября Пётр по своём прибытии с охоты в Петербург послал объявить гвардии, чтобы она слушалась только его приказаний. 8 (19) сентября Меншиков был обвинён в государственной измене, хищении казны и вместе со всей семьёй (включая Марию) сослан в город Берёзов Тобольского края. Мало кто огорчился по этому поводу.
По замечанию Е. В. Анисимова, вовсе не юный император придумывал указы о переезде двора с Васильевского острова, неподчинении распоряжениям Меншикова, его домашнем аресте, замене верного генералиссимусу коменданта Петропавловской крепости. В серии подписанных Петром II в начале сентября 1727 года императорских указов отчётливо видна опытная рука воспитателя Петра, Андрея Ивановича Остермана. Однако было бы ошибкой предполагать, что время Меншикова сменилось временем Остермана: на первый план вышел новый фаворит царя, князь Иван Алексеевич Долгоруков.
После падения Меншикова Евдокия Лопухина стала называть себя царицей и 21 сентября (1 октября) написала внуку:

Державнейший император, любезнейший внук! Хотя давно желание мое было не токмо поздравить ваше величество с восприятием престола, но паче вас видеть, но по несчастию моему по сие число не сподобилась, понеже князь Меншиков, не допустя до вашего величества, послал меня за караулом к Москве. А ныне уведомилась, что за свои противности к вашему величеству отлучен от вас; и тако приемлю смелость к вам писать и поздравить. Притом прошу, если ваше величество к Москве вскоре быть не изволите, дабы мне повелели быть к себе, чтоб мне по горячности крови видеть вас и сестру вашу, мою любезную внуку, прежде кончины моей.
— Евдокия Лопухина. Письмо к Петру II
Тем самым бабушка императора призывала его приехать в Москву, однако знать боялась, что если Пётр приедет в Москву, то Лопухина будет освобождена и станет правительницей. Несмотря на это, в конце 1727 года начались приготовления к переезду двора в Москву для предстоящей коронации по образцу русских царей.
В начале января император со своим двором выехал из Петербурга, но по пути Пётр заболел и был вынужден провести две недели в Твери. На некоторое время Пётр остановился под Москвой для подготовки к торжественному въезду, который состоялся 4 (15) февраля 1728 года.

### Пётр II при князьях Долгоруковых (1728—1730)
Пребывание Петра II в Москве началось с венчания на царство в Успенском соборе Московского Кремля (25 февраля [7 марта] 1728 года). Это была первая коронация императора в России, во многом задавшая образец для дальнейших. По новейшим сведениям, для юного государя была изготовлена специальная корона. Как и все последующие императоры, Пётр II (по специально составленной в Верховном тайном совете справке) при коронации причащался в алтаре, не доходя до престола, по чину священнослужителей (из чаши); чашу со Святыми дарами ему подал архиепископ Новгородский Феофан Прокопович.
После переезда в Москву Долгоруковы получили большу́ю власть: 3 (14) февраля 1728 года князья Василий Лукич и Алексей Григорьевич Долгоруковы были назначены членами Верховного тайного совета; 11 (22) февраля молодой князь Иван Алексеевич стал обер-камергером.
Падение Меншикова сблизило Петра с Анной Петровной. В конце февраля 1728 года в Москву пришло сообщение, что у Анны Петровны родился сын Пётр (будущий Пётр III). По этому поводу был устроен бал. Гонцу, сообщившему о рождении Петра, подарили 300 червонцев, а Феофан Прокопович послал герцогу Голштинскому, мужу Анны Петровны, длинное поздравительное письмо, в котором он всячески восхвалял новорождённого и унижал Меншикова.
После приезда Петра в Москву состоялась его встреча с бабушкой, Евдокией. Эта встреча трогательно описывается многими историками.
22 ноября (3 декабря) 1728 года в Москве скончалась 14-летняя старшая сестра императора Наталья Алексеевна, которую он очень любил и которая, по отзывам современников, оказывала на него благотворное влияние.

#### Внутренняя политика
В московский период жизни Пётр II в основном развлекался, предоставив вести государственные дела князьям Долгоруковым. Сами Долгоруковы, и в особенности Иван Алексеевич, с негодованием отзывались о постоянных забавах императора, но, тем не менее, не мешали ему и не заставляли заниматься государственными делами. По словам историка Соловьёва, иностранные посланники так сообщали о состоянии дел в России:

Всё в России в страшном расстройстве, царь не занимается делами и не думает заниматься; денег никому не платят, и бог знает, до чего дойдут финансы; каждый ворует, сколько может. Все члены Верховного совета нездоровы и не собираются; другие учреждения также остановили свои дела; жалоб бездна; каждый делает то, что ему придёт на ум.
— Донесения послов
В 1728 году саксонский посланник Лефорт сравнивал Россию в годы правления Петра II с кораблем, который носится по воле ветров, а капитан и экипаж спят или пьянствуют:

Непостижимо, как такой обширный механизм может действовать без всякой помощи и усилий со стороны. Всякий стремится только свалить с себя тяжесть, никто не хочет принять на себя ни малейшей ответственности, все жмутся в сторонке… Огромная машина пущена наудачу; никто не думает о будущем; экипаж ждёт, кажется, первого урагана, чтобы поделить между собой добычу после кораблекрушения.
— Лефорт, саксонский посланник в Российской империи
В Верховном тайном совете Апраксин, Головкин и Голицын — то есть почти половина членов — выражали своё недовольство тем, что император не присутствует в Совете и двое членов его, князь Алексей Долгоруков и Остерман, являются посредниками между императором и Советом; сами они почти никогда не ходят в заседания, и к ним нужно посылать мнения Совета с просьбою провести дело, доложив императору.
Армия и флот пребывали в запустении: Военная коллегия после ссылки Меншикова осталась без президента, а после переноса столицы в Москву — и без вице-президента, в армии не хватало амуниции, многие способные молодые офицеры были уволены. Пётр не интересовался армией, организация под Москвой военных манёвров весной 1729 года не привлекла его внимания. Строительство кораблей было прекращено, хотели ограничиться выпуском одних галер, что практически привело к войне со Швецией. Перенос столицы в Москву также не способствовал развитию флота. Когда Остерман предупреждал Петра, что вследствие удаления столицы от моря флот может исчезнуть, Пётр отвечал: «Когда нужда потребует употребить корабли, то я пойду в море; но я не намерен гулять по нем, как дедушка».
Во время правления Петра II часто происходили бедствия: так, 23 апреля (4 мая) 1729 года в Москве, в Немецкой слободе, случился пожар. При его тушении гренадеры отнимали у хозяев домов ценные вещи, угрожая топорами, и только прибытие императора остановило грабежи. Когда Петру донесли о грабеже, он велел забрать виновных; но Иван Долгоруков постарался замять дело, поскольку был их капитаном.
В то время очень часто совершались разбойные нападения. Так, например, в Алатырском уезде разбойники сожгли село князя Куракина и убили приказчика, сожжено было две церкви и больше 200 дворов. Писали, что пострадало не одно это село, и разбойники стоят близ Алатыря в большом количестве с оружием и пушками и хвалятся, что возьмут и разорят город, где гарнизона нет, и для поимки воров послать некого. Подобное происходило также в районе Пензы и Нижнем Поволжье.
Процветало взяточничество и казнокрадство в крупных размерах. В декабре 1727 года начался суд над адмиралом Матвеем Змаевичем, который злоупотреблял своими полномочиями и расхищал казну. Суд приговорил Змаевича и его сообщника майора Пасынкова к смертной казни, которая была заменена понижением в чине, почётной ссылкой в Астрахань и возмещением убытков.
После репрессий петровского времени было дано послабление от денежных повинностей и рекрутских наборов, а 4 (15) апреля 1729 года был ликвидирован карательный орган — Преображенский приказ. Его дела были разделены между Верховным тайным советом и Сенатом, в зависимости от важности.
Обострились противоречия в церкви. После смерти Меншикова оппозиционное духовенство почувствовало силу и стало выступать за восстановление патриаршества. Всеми церковными делами со времён Петра I заведовал вице-президент Святейшего Синода Феофан Прокопович, которого обвиняли в снисходительности к распространению лютеранства и кальвинизма, а также в участии во Всешутейшем и Всепьянейшем соборе. Главными обвинителями выступали ростовский архиерей Георгий (Дашков) и Маркелл (Родышевский).
Многие начинания Петра Великого продолжались по инерции. Так, в 1730 году в Петербург вернулся Витус Беринг и сообщил об открытии пролива между Азией и Америкой.

#### Обручение с Екатериной Долгоруковой
Через своего друга, Ивана Долгорукова, император осенью 1729 года познакомился и влюбился в его сестру — 17-летнюю княжну Екатерину Долгорукову. 19 (30) ноября Пётр II собрал Совет и объявил о намерении жениться на княжне, 30 ноября (11 декабря) произошло обручение во дворце Лефорта. С другой стороны, ходили слухи, что Долгоруковы принудили императора к заключению брака. Наблюдатели отмечали, что Пётр II на публике холодно обходится с невестой. Также говорят, что при возвращении домой карета невесты зацепилась за низкие ворота дворца и в грязь упала украшавшая её крышу позолоченная корона. Многие увидели в этом дурной знак судьбы. На 19 (30) января 1730 года была намечена свадьба, которая не состоялась из-за преждевременной смерти Петра II.
Между тем не было единства и в стане Долгоруковых: так, Алексей Долгоруков ненавидел своего сына Ивана, которого не любила также его сестра Екатерина за то, что тот не позволял ей забрать драгоценности, принадлежавшие покойной сестре императора. В начале января 1730 года произошла тайная встреча Петра с Остерманом, на которой последний пытался отговорить императора от брака, рассказывая о казнокрадстве Долгоруковых. На этой встрече присутствовала и Елизавета Петровна, которая рассказывала о плохом отношении к ней Долгоруковых, несмотря на постоянные указы Петра о том, чтобы ей оказывалось должное почтение. Вероятно, Долгоруковы питали неприязнь к ней из-за того, что юный император был очень привязан к ней, хотя собирался жениться на Екатерине Долгоруковой.

#### Смерть императора
В праздник Богоявления 6 (17) января 1730 года, несмотря на жесточайший мороз, Пётр II вместе с фельдмаршалом Минихом и Остерманом принимал парад, посвящённый водоосвящению на Москве-реке. Когда Пётр вернулся домой, у него начался жар, вызванный оспой. Тогда Иван Долгоруков, понуждаемый родственниками, подделал завещание императора с целью возвести на престол свою сестру. Долгоруков умел копировать почерк Петра, чем развлекал того в детстве. Верховный тайный совет после смерти Петра не принял эту подделку. Наследник должен был быть из дома Романовых.
В первом часу ночи с 18 (29) на 19 (30) января 1730 года 14-летний государь пришёл в себя и сказал: «Закладывайте лошадей. Я поеду к сестре Наталии» — позабыв, что она уже умерла. Через несколько минут он скончался, не оставив ни потомков, ни назначенного наследника. На нём дом Романовых пресёкся в мужском колене.
Последним из российских правителей Пётр II был похоронен в Архангельском соборе Московского Кремля. На его могильной плите (возле южной грани северо-восточного столпа собора) помещена следующая эпитафия:

Благочестивейший и самодержавнейший государь Пётр Вторый император Всероссийский. Рождён в лето 1715 октября 12, прародительское владение приемши 1727 году 7 мая венчанный и помазанный 1728 году февраля 25 дня. Великих благ чаянием подданных своих вкратце обнадежив, изволением Божиим к вечному царствию преселися в лето 1730 иануария 18. Разсыпася радость сердец наших, обратися в плач лик наш, спаде венец с главы нашея, горе нам, яко согрешихом (Плач. 5:15-16).
— Эпитафия на гробнице Петра II

### Внешняя политика
Несмотря на короткое правление Петра, внешняя политика России в его время была достаточно активной. Остерман, заведовавший внешней политикой, всецело полагался на союз с Австрией. У императора эта политика не вызывала сомнений, ведь его дядей по матери был император Карл VI, а двоюродной сестрой — будущая императрица Мария-Терезия. Интересы России и Австрии совпадали по многим направлениям — в частности, в отношении противодействия Османской империи.
Союз с Австрией, по понятиям того времени, автоматически означал натянутые отношения с Францией и Англией. Коронацию Георга II хотели использовать для улучшения отношений между Россией и Великобританией, но смерть главного посла России во Франции и Англии, Бориса Куракина, разрушила эти планы.
Отношения России с Польшей значительно ухудшились из-за того, что поляки считали Курляндию, в которой правила Анна Иоанновна, своей провинцией и открыто говорили, что её следует делить на воеводства. Морицу Саксонскому, внебрачному сыну польского короля Августа II, было отказано в заключении браков с Елизаветой Петровной и Анной Иоанновной.
Отношения с империей Цин были затруднены из-за территориальных споров, в связи с которыми границы купцам были закрыты. Империя Цин хотела присоединить южную часть Сибири вплоть до Тобольска, где было много китайских жителей, а Россия противилась этому. 20 (31) августа 1727 года граф Рагузинский заключил договор, согласно которому границы оставались прежними и учреждалась торговля между державами в Кяхте.
Известие о воцарении Петра хорошо было принято в Дании, так как в Дании опасались восшествия на Российский престол дочери Петра I, Анны Петровны, которая была женой герцога Гольштинского, который в свою очередь претендовал на датскую провинцию Шлезвиг. Алексей Бестужев доносил Петру из Копенгагена: «Король надеется получить вашу дружбу и готов искать её всевозможными способами, прямо и посредством цесаря».
Со Швецией отношения были поначалу весьма враждебные: к русскому посланнику относились холодно, в то время как турецкого осыпали милостями; Швеция вынуждала Россию начать войну, чтобы приписать ей начало враждебного движения и получить помощь от Франции и Англии. Продолжались споры о петровских завоеваниях: Швеция угрожала, что не будет признавать Петра II императором, если Россия не вернёт Швеции Выборг. Однако позже шведы, узнав, что армия и флот в России всё же в боеспособном состоянии, отказались от этих требований. Несмотря на это, отношения остались напряжёнными: в Швеции многие жалели, что Меншиков был сослан, и, кроме того, готовилось вторжение в Россию Швеции и Турции с поддержкой Англии и Франции. Однако вскоре отношения изменились, и главный противник России, граф Горн, стал клясться в преданности императору. В конце правления Петра сам король Швеции Фредерик I попытался вступить в союз с Россией.

## Личность Петра II
Пётр II отличался ленью, учиться не любил, зато обожал развлечения и при этом был очень своенравным. Историк Николай Костомаров приводит исторический анекдот из его жизни:

Ему исполнилось только 12 лет, а он уже почувствовал, что рождён самодержавным монархом, и при первом представившемся случае показал сознание своего царственного происхождения над самим Меншиковым. Петербургские каменщики поднесли малолетнему государю в подарок 9000 червонцев. Государь отправил эти деньги в подарок своей сестре, великой княжне Наталье, но Меншиков, встретивши идущего с деньгами служителя, взял у него деньги и сказал: «Государь слишком молод и не знает, как употреблять деньги». Утром на другой день, узнавши от сестры, что она денег не получала, Пётр спросил о них придворного, который объявил, что деньги у него взял Меншиков. Государь приказал позвать князя Меншикова и гневно закричал:
— Как вы смели помешать моему придворному исполнить мой приказ?
— Наша казна истощена, — сказал Меншиков, — государство нуждается, и я намерен дать этим деньгам более полезное назначение; впрочем, если вашему величеству угодно, я не только возвращу эти деньги, но дам вам из своих денег целый миллион.
— Я император, — сказал Пётр, топнув ногой, — надобно мне повиноваться.
— Н. Костомаров, «Русская история в жизнеописаниях её главнейших деятелей»
По мнению многих, Пётр был далёк от интеллектуального труда и интересов, не умел вести себя прилично в обществе, капризничал и дерзил окружающим. Виной этому, возможно, был не столько унаследованный дурной характер, сколько воспитание, которое, как внук императора, Пётр получил довольно посредственное.
По отзывам дипломатов, он был весьма своевольным, хитрым и жестоким:

Монарх говорит со всеми в тоне властелина и делает, что захочет. Он не терпит пререканий, постоянно занят беготнёю; все кавалеры, окружающие его, утомлены до крайности.
— Лефорт, саксонский посол в России

Царь похож на своего деда в том отношении, что он стоит на своём, не терпит возражений и делает, что хочет.
— Лефорт, саксонский посол в России

Прежде можно было противодействовать всему этому, теперь же нельзя и думать об этом, потому что государь знает свою неограниченную власть и не желает исправляться. Он действует исключительно по своему усмотрению, следуя лишь советам своих фаворитов.
— Гогенгольц, австрийский посол в России

Нельзя не удивляться умению государя скрывать свои мысли; его искусство притворяться — замечательно. На прошлой неделе он два раза ужинал у Остермана, над которым он в то же время насмехался в компании Долгоруких. Перед Остерманом он же скрывает свои мысли: ему он говорит противоположное тому, в чём уверял Долгоруких… Искусство притворяться составляет преобладающую черту характера императора.
— Граф Вратислав, австрийский посол в России

Хотя и трудно сказать что-либо решительное о характере 14-летного государя, но можно догадываться, что он будет вспыльчив, решителен и жесток.
— Герцог Де Лириа, испанский посол в России

## Титулы
| Годы      | Титул |
| --------- | --- |
| 1715—1727 | Великий князь |
| 1727—1730 | Божіею поспѣшествующею милостію, Мы Петръ Вторый, Императоръ и Самодержецъ Всероссійскій, Московскій, Кіевскій, Владимірскій, Новгородскій, Царь Казанскій, Царь Астраханскій, Царь Сибирскій, Государь Псковскій и Великій Князь Смоленскій, Князь Эстляндскій, Лифляндскій, Корельскій, Тверскій, Югорскій, Пермскій, Вятскій, Болгарскій и иныхъ Государь и Великій Князь Новагорода Низовскія земли, Черниговскій, Рязанскій, Ростовскій, Ярославскій, Бѣлоозерскій, Удорскій, Обдорскій, Кондійскій и всея Сѣверныя страны Повелитель и Государь Иверскія земли, Карталинскихъ и Грузинскихъ Царей, и Кабардинскія земли, Черкасскихъ и Горскихъ Князей и иныхъ Наслѣдный Государь и Обладатель |

## Самозванцы
XVIII век в истории России был богат на крестьянских и солдатских «царей» — монархи и члены их семьи, как умершие естественной смертью, так и убитые в ходе дворцового переворота, не оставались без «продолжателей». Не был исключением и Пётр II. Его внезапная смерть в юном возрасте также вызвала кривотолки и рассказы о негодяях-придворных, поспешивших избавиться от «неугодного» правителя, который, конечно же, задумал осчастливить своих подданных. Однако понадобилось около двадцати лет, чтобы умерший царь «восстал во плоти».
Слухи о том, что Петра «подменили и заперли в темницу», начали ходить практически сразу после его смерти. В одном из дел Тайной канцелярии сохранилась запись разговора двух не названных по именам крестьян, один из которых рассказывал другому, что во время болезни юный царь был подменён негодяями-придворными, «замурован в стену», но после долгого заточения сумел освободиться и скрыться в раскольничьих скитах. Самозванец появился в Заволжье, причём, по его собственным рассказам, он, будучи ещё царевичем, вместе с князем Голицыным, Иваном Долгоруковым и графом Минихом отправился почему-то в чужие края на псовую охоту. В пути юный царевич заболел оспой и был благополучно подменён и увезён в Италию, где и содержался «в каменном столбе» с единственным окошечком — для подачи пищи и воды. В заточении он провёл 24 с половиной года и, наконец, сумел бежать. Ещё девять лет странствовал по разным странам, после чего вернулся на родину. Самозванец не скупился на щедрые посулы — так, он обещал после своего воцарения свободу вероисповедания для старообрядцев и освобождение от налогов для крестьян. Впрочем, лже-Пётр был достаточно быстро арестован и на допросе назвал себя Иваном Михайловым. В дальнейшем его следы теряются.

## Родословная
| Алексей Михайлович | Алексей Михайлович | Алексей Михайлович | Алексей Михайлович | Алексей Михайлович             | Алексей Михайлович             |                                |                                | Наталья Нарышкина              | Наталья Нарышкина              | Наталья Нарышкина | Наталья Нарышкина | Наталья Нарышкина          | Наталья Нарышкина          |                            |                            | Илларион (Фёдор) Лопухин   | Илларион (Фёдор) Лопухин   | Илларион (Фёдор) Лопухин | Илларион (Фёдор) Лопухин | Илларион (Фёдор) Лопухин     | Илларион (Фёдор) Лопухин     |                              |                              | Устинья Ртищева              | Устинья Ртищева              | Устинья Ртищева | Устинья Ртищева | Устинья Ртищева                | Устинья Ртищева                |                                |                                | Антон Ульрих                   | Антон Ульрих                   | Антон Ульрих | Антон Ульрих | Антон Ульрих               | Антон Ульрих               |                            |                            | Елизавета Юлиана           | Елизавета Юлиана           | Елизавета Юлиана | Елизавета Юлиана | Елизавета Юлиана           | Елизавета Юлиана           |                            |                            | Альбрехт Эрнст I           | Альбрехт Эрнст I           | Альбрехт Эрнст I | Альбрехт Эрнст I | Альбрехт Эрнст I           | Альбрехт Эрнст I           |                            |                            | Кристина Фредерика         | Кристина Фредерика         | Кристина Фредерика | Кристина Фредерика | Кристина Фредерика | Кристина Фредерика |
| Алексей Михайлович | Алексей Михайлович | Алексей Михайлович | Алексей Михайлович | Алексей Михайлович             | Алексей Михайлович             |                                |                                | Наталья Нарышкина              | Наталья Нарышкина              | Наталья Нарышкина | Наталья Нарышкина | Наталья Нарышкина          | Наталья Нарышкина          |                            |                            | Илларион (Фёдор) Лопухин   | Илларион (Фёдор) Лопухин   | Илларион (Фёдор) Лопухин | Илларион (Фёдор) Лопухин | Илларион (Фёдор) Лопухин     | Илларион (Фёдор) Лопухин     |                              |                              | Устинья Ртищева              | Устинья Ртищева              | Устинья Ртищева | Устинья Ртищева | Устинья Ртищева                | Устинья Ртищева                |                                |                                | Антон Ульрих                   | Антон Ульрих                   | Антон Ульрих | Антон Ульрих | Антон Ульрих               | Антон Ульрих               |                            |                            | Елизавета Юлиана           | Елизавета Юлиана           | Елизавета Юлиана | Елизавета Юлиана | Елизавета Юлиана           | Елизавета Юлиана           |                            |                            | Альбрехт Эрнст I           | Альбрехт Эрнст I           | Альбрехт Эрнст I | Альбрехт Эрнст I | Альбрехт Эрнст I           | Альбрехт Эрнст I           |                            |                            | Кристина Фредерика         | Кристина Фредерика         | Кристина Фредерика | Кристина Фредерика | Кристина Фредерика | Кристина Фредерика |
|                    |                    |                    |                    |                                |                                |                                |                                |                                |                                |                   |                   |                            |                            |                            |                            |                            |                            |                          |                          |                              |                              |                              |                              |                              |                              |                 |                 |                                |                                |                                |                                |                                |                                |              |              |                            |                            |                            |                            |                            |                            |                  |                  |                            |                            |                            |                            |                            |                            |                  |                  |                            |                            |                            |                            |                            |                            |                    |                    |                    |                    |
|                    |                    |                    |                    | Пётр I 1672 — 1725             | Пётр I 1672 — 1725             | Пётр I 1672 — 1725             | Пётр I 1672 — 1725             | Пётр I 1672 — 1725             | Пётр I 1672 — 1725             |                   |                   |                            |                            |                            |                            |                            |                            |                          |                          | Евдокия Лопухина 1669 — 1731 | Евдокия Лопухина 1669 — 1731 | Евдокия Лопухина 1669 — 1731 | Евдокия Лопухина 1669 — 1731 | Евдокия Лопухина 1669 — 1731 | Евдокия Лопухина 1669 — 1731 |                 |                 |                                |                                |                                |                                |                                |                                |              |              | Людвиг Рудольф 1671 — 1735 | Людвиг Рудольф 1671 — 1735 | Людвиг Рудольф 1671 — 1735 | Людвиг Рудольф 1671 — 1735 | Людвиг Рудольф 1671 — 1735 | Людвиг Рудольф 1671 — 1735 |                  |                  |                            |                            |                            |                            |                            |                            |                  |                  | Кристина Луиза 1671 — 1747 | Кристина Луиза 1671 — 1747 | Кристина Луиза 1671 — 1747 | Кристина Луиза 1671 — 1747 | Кристина Луиза 1671 — 1747 | Кристина Луиза 1671 — 1747 |                    |                    |                    |                    |
|                    |                    |                    |                    | Пётр I 1672 — 1725             | Пётр I 1672 — 1725             | Пётр I 1672 — 1725             | Пётр I 1672 — 1725             | Пётр I 1672 — 1725             | Пётр I 1672 — 1725             |                   |                   |                            |                            |                            |                            |                            |                            |                          |                          | Евдокия Лопухина 1669 — 1731 | Евдокия Лопухина 1669 — 1731 | Евдокия Лопухина 1669 — 1731 | Евдокия Лопухина 1669 — 1731 | Евдокия Лопухина 1669 — 1731 | Евдокия Лопухина 1669 — 1731 |                 |                 |                                |                                |                                |                                |                                |                                |              |              | Людвиг Рудольф 1671 — 1735 | Людвиг Рудольф 1671 — 1735 | Людвиг Рудольф 1671 — 1735 | Людвиг Рудольф 1671 — 1735 | Людвиг Рудольф 1671 — 1735 | Людвиг Рудольф 1671 — 1735 |                  |                  |                            |                            |                            |                            |                            |                            |                  |                  | Кристина Луиза 1671 — 1747 | Кристина Луиза 1671 — 1747 | Кристина Луиза 1671 — 1747 | Кристина Луиза 1671 — 1747 | Кристина Луиза 1671 — 1747 | Кристина Луиза 1671 — 1747 |                    |                    |                    |                    |
|                    |                    |                    |                    |                                |                                |                                |                                |                                |                                |                   |                   |                            |                            |                            |                            |                            |                            |                          |                          |                              |                              |                              |                              |                              |                              |                 |                 |                                |                                |                                |                                |                                |                                |              |              |                            |                            |                            |                            |                            |                            |                  |                  |                            |                            |                            |                            |                            |                            |                  |                  |                            |                            |                            |                            |                            |                            |                    |                    |                    |                    |
|                    |                    |                    |                    |                                |                                |                                |                                |                                |                                |                   |                   |                            |                            |                            |                            |                            |                            |                          |                          |                              |                              |                              |                              |                              |                              |                 |                 |                                |                                |                                |                                |                                |                                |              |              |                            |                            |                            |                            |                            |                            |                  |                  |                            |                            |                            |                            |                            |                            |                  |                  |                            |                            |                            |                            |                            |                            |                    |                    |                    |                    |
|                    |                    |                    |                    | Александр Петрович 1691 — 1692 | Александр Петрович 1691 — 1692 | Александр Петрович 1691 — 1692 | Александр Петрович 1691 — 1692 | Александр Петрович 1691 — 1692 | Александр Петрович 1691 — 1692 |                   |                   | Павел Петрович 1693 — 1693 | Павел Петрович 1693 — 1693 | Павел Петрович 1693 — 1693 | Павел Петрович 1693 — 1693 | Павел Петрович 1693 — 1693 | Павел Петрович 1693 — 1693 |                          |                          | Алексей Петрович 1690 — 1718 | Алексей Петрович 1690 — 1718 | Алексей Петрович 1690 — 1718 | Алексей Петрович 1690 — 1718 | Алексей Петрович 1690 — 1718 | Алексей Петрович 1690 — 1718 |                 |                 |                                |                                |                                |                                |                                |                                |              |              |                            |                            |                            |                            |                            |                            |                  |                  | София Шарлотта 1694 — 1715 | София Шарлотта 1694 — 1715 | София Шарлотта 1694 — 1715 | София Шарлотта 1694 — 1715 | София Шарлотта 1694 — 1715 | София Шарлотта 1694 — 1715 |                  |                  |                            |                            |                            |                            |                            |                            |                    |                    |                    |                    |
|                    |                    |                    |                    | Александр Петрович 1691 — 1692 | Александр Петрович 1691 — 1692 | Александр Петрович 1691 — 1692 | Александр Петрович 1691 — 1692 | Александр Петрович 1691 — 1692 | Александр Петрович 1691 — 1692 |                   |                   | Павел Петрович 1693 — 1693 | Павел Петрович 1693 — 1693 | Павел Петрович 1693 — 1693 | Павел Петрович 1693 — 1693 | Павел Петрович 1693 — 1693 | Павел Петрович 1693 — 1693 |                          |                          | Алексей Петрович 1690 — 1718 | Алексей Петрович 1690 — 1718 | Алексей Петрович 1690 — 1718 | Алексей Петрович 1690 — 1718 | Алексей Петрович 1690 — 1718 | Алексей Петрович 1690 — 1718 |                 |                 |                                |                                |                                |                                |                                |                                |              |              |                            |                            |                            |                            |                            |                            |                  |                  | София Шарлотта 1694 — 1715 | София Шарлотта 1694 — 1715 | София Шарлотта 1694 — 1715 | София Шарлотта 1694 — 1715 | София Шарлотта 1694 — 1715 | София Шарлотта 1694 — 1715 |                  |                  |                            |                            |                            |                            |                            |                            |                    |                    |                    |                    |
|                    |                    |                    |                    |                                |                                |                                |                                |                                |                                |                   |                   |                            |                            |                            |                            |                            |                            |                          |                          |                              |                              |                              |                              |                              |                              |                 |                 |                                |                                |                                |                                |                                |                                |              |              |                            |                            |                            |                            |                            |                            |                  |                  |                            |                            |                            |                            |                            |                            |                  |                  |                            |                            |                            |                            |                            |                            |                    |                    |                    |                    |
|                    |                    |                    |                    |                                |                                |                                |                                |                                |                                |                   |                   |                            |                            |                            |                            |                            |                            |                          |                          |                              |                              |                              |                              |                              |                              |                 |                 |                                |                                |                                |                                |                                |                                |              |              |                            |                            |                            |                            |                            |                            |                  |                  |                            |                            |                            |                            |                            |                            |                  |                  |                            |                            |                            |                            |                            |                            |                    |                    |                    |                    |
|                    |                    |                    |                    |                                |                                |                                |                                |                                |                                |                   |                   |                            |                            |                            |                            |                            |                            |                          |                          |                              |                              |                              |                              |                              |                              |                 |                 | Наталья Алексеевна 1714 — 1728 | Наталья Алексеевна 1714 — 1728 | Наталья Алексеевна 1714 — 1728 | Наталья Алексеевна 1714 — 1728 | Наталья Алексеевна 1714 — 1728 | Наталья Алексеевна 1714 — 1728 |              |              | Пётр II 1715 — 1730        | Пётр II 1715 — 1730        | Пётр II 1715 — 1730        | Пётр II 1715 — 1730        | Пётр II 1715 — 1730        | Пётр II 1715 — 1730        |                  |                  |                            |                            |                            |                            |                            |                            |                  |                  |                            |                            |                            |                            |                            |                            |                    |                    |                    |                    |

## В культуре

### В литературе
- Эпиграмма хронастическая на коронацию Петра II, автор Антиох Кантемир.
- Пьеса о Меншикове «Сухое пламя», автор Давид Самойлов.
- Пьеса «Царь-отрокъ Пётр II, его судьба, его фавориты», автор Н. Истрина.
- Валентин Пикуль. Книга первая романа «Слово и дело».
- Исторический роман «Юный император», автор Всеволод Соловьёв.
- «Записки экспедитора Тайной канцелярии», автор Олег Рясков.

### В кинематографе
- 1986 — «Михайло Ломоносов» (реж. Александр Прошкин). В роли Петра II — Кирилл Козаков.
- 2001 — «Тайны дворцовых переворотов» (сериал, реж. Светлана Дружинина). В роли Петра II — Иван Синицын (в детстве), Дмитрий Веркеенко.
- 2012 — «Записки экспедитора Тайной канцелярии» (сериал, реж. Олег Рясков). В роли юного Петра II — Роман Македонский.
- 2013 — «Романовы». Фильм четвёртый. Глава 1. «Пётр II Алексеевич» (сериал, реж. Максим Беспалый). В роли Петра II — Велимир Русаков.
- 2022 — «Елизавета» (сериал, реж. Дмитрий Иосифов). В роли Петра II — Алексей Онежен.
- 2023 – «Императрицы» (фильм, реж.  Андрей Кравчук). В роли Петра II — Максим Курашев.

### В театре
- «Царь-отрок Пётр II». Спектакль театра п/у Геннадия Чихачёва.